# Archidiocèse de Salerne-Campagna-Acerno
L'archidiocèse de Salerne-Campagna-Acerno (en latin : Archidioecesis Salernitana-Campaniensis-Acernensis ; en italien : Arcidiocesi di Salerno-Campagna-Acerno) est un archidiocèse métropolitain de l'Église catholique d'Italie appartenant à la région ecclésiastique de Campanie.

## Territoire
L'archidiocèse est situé dans la province de Salerne, les autres parties de cette province sont partagées par les diocèses d'Amalfi-Cava de' Tirreni, de Nocera Inferiore-Sarno, de Teggiano-Policastro, de Vallo della Lucania et de Sainte-Trinité de Cava ; tous ces diocèses sont également ses suffragants. Il possède aussi deux communes dans la province d'Avellino. Son territoire couvre une superficie de 1 398 km2 divisé en 163 paroisses regroupées en 11 archidiaconés.
Le siège archiépiscopal est dans la ville de Salerne où se trouve la cathédrale Notre-Dame-des-Anges-et-Saint-Matthieu. Les deux cocathédrales de l'archidiocèse gardent le souvenir des anciens diocèses : la basilique Sainte-Marie-de-la-Paix de Campagna et la cocathédrale Saint-Donat d'Acerno.

## Histoire
L'archidiocèse actuel est le résultat de la fusion des sièges de Salerne, Campagna et Acerno par le décret Instantibus votis de la congrégation pour les évêques du 30 septembre 1986 date à laquelle l'archidiocèse prend son nom actuel.

### Archidiocèse de Salerne
La propagation du christianisme à Salerne est attestée à partir du IIIe siècle selon le Chronicon Salernitanum (seconde moitié du Xe siècle, dont nous devons le plus ancien témoignage du culte des martyrs Fortunat, Gaïus et Ante. L'origine du diocèse est incertaine. La tradition transmet les noms de quelques saints évêques de Salerne ayant vécu aux premiers siècles. Cependant, le premier évêque historiquement documenté est Gaudenzio, présent au concile de Rome de 499. L'évêque Asterio est légat du pape au concile de Constantinople de 536 et reçoit plus tard une lettre du pape Pélage Ier (556-561). Au VIIe siècle, on connaît l'évêque Gaudioso, à l'époque du passage de la domination byzantine à la domination lombarde, et Luminoso, qui prend part au concile de Latran de 649. Dans la lettre du pape Pélage, est fait mention du premier monastère connu de Salerne, dédié aux saints martyrs Crisant et Darie et fondé par l'abbé Vindimio près de la ville. Au VIIIe siècle, les Lombards fondent le premier monastère féminin dédié à saint Georges.
En 646, Salerne est conquise par les Lombards, et en 774, avec le prince Arigis II de Bénévent, elle devint capitale du duché de Bénévent ; un siècle plus tard, en 851, la fragmentation du duché de Bénévent entraîne la naissance de la principauté de Salerne. C'est l'âge d'or de la ville et du diocèse qui, au Xe siècle, est élevé au rang de siège métropolitain. En 983, Amato I devient archevêque de Salerne, et deux bulles pontificales de 994 et 1012 mentionnent les diocèses suffragants du nouveau siège métropolitain : Paestum (it), Acerenza, Nole, Cosenza, Bisignano, Malvito, et Conza. En 1058, apparaissent aussi parmi les suffragants de Salerne : Martirano (it), Marsico, Policastro et Cassano.
Parmi les principaux archevêques, on peut citer Alfan de Salerne, nommé en 1058, qui érige la cathédrale actuelle avec l'aide du duc normand Robert Guiscard. On lui doit aussi l'érection, sous mandat du pape, des diocèses de Sarno, Nusco et Acerno, qui deviennent de nouveaux suffragants. Lors de son exil, le pape Grégoire VII est accueilli à Salerne et consacre la nouvelle cathédrale. Alfan se voit également attribuer la récognition et la disposition des reliques de l'apôtre Matthieu sous le maître-autel de la crypte de la cathédrale.
Le 20 juillet 1098, par la bulle Singulare semper du pape Urbain II, l'évêque Alfan II et ses successeurs se voient attribuer le titre de primat, autrefois réservé au plus haut prélat de l'Église. Ce titre est toujours maintenu aujourd'hui, même si sa fonction est purement honorifique. Parmi les archevêques successifs, Romuald de Salerne (1153-1181), érudit, historien et diplomate ; Nicolas d'Aiello (1181-1221), qui est exilé en Allemagne pour avoir rejoint Tancrède de Lecce contre l'empereur Henri VI du Saint-Empire ; Césaire d'Alagno (1225-1263), qui favorise la diffusion du franciscanisme dans l'archidiocèse.
Au cours de la domination aragonaise (1442-1503), l'évêque Jean d'Aragon est nommé en 1483 administrateur apostolique de Salerne. En 1484, il célèbre un synode dont les actes nous permettent de brosser un tableau de la situation religieuse, sociale et civile de l'archidiocèse à la fin du XVe siècle.
Le début du XVIe siècle est caractérisé par une série d'archevêques qui ne se présentent presque jamais dans l'archidiocèse, mais qui gouvernent par l'intermédiaire des vicaires généraux qui, sur le mandat des prélats, effectuent les visites pastorales. En 1525, le diocèse de Campagna est érigé avec un territoire démembré de celui de Salerne. Le concordat du 29 juin 1529 accorde au roi de Naples le droit de présenter des archevêques de Salerne.
Après des décennies, le premier archevêque à résider de manière permanente à Salerne est Girolamo Seripando (1564-1563) religieux augustin et cardinal, l'un des plus importants délégués lors de la troisième session du concile de Trente. En 1554, il célèbre un synode et trois ans plus tard, il commence à réformer, non sans peine, le chapitre de la cathédrale. Mgr Gaspar Cervantes de Gaete (1564-1568) est chargé de la création du séminaire diocésain, confié aux jésuites en 1635, et de la mise en œuvre des principales directives du concile de Trente, œuvre dans laquelle travaillèrent également ses successeurs.
Au XVIIIe siècle, l'archidiocèse voit l'arrivée en 1735 de la congrégation du Très Saint Rédempteur fondée par saint Alphonse de Liguori et dédiée avant tout aux missions populaires, dont l'extension sur le territoire de Salerne est favorisée par les archevêques Fabrice de Capoue (17h30-1738) et Casimir Rossi (1738-1758). Au début du XIXe siècle, Salerne compte huit diocèses suffragants : Acerno, Campagna, Capaccio, Marsico, Nocera, Nusco, Policastro et Sarno.
Le 27 juin 1818, en vertu de la bulle  De utiliori du pape Pie VII, le diocèse d’Acerno est confié en administration perpétuelle aux archevêques pro tempore de Salerne, qui assument dès lors le titre d’archevêque de Salerne et administrateurs perpétuels d’Acerno. Par la même bulle, Salerne perd les suffragants de Campagna et Sarno. En 1850, le diocèse de Diano devint une partie de la province ecclésiastique de Salerne.
Lorsque Giuseppe Garibaldi arrive à Salerne le 6 septembre 1860, l'archevêque Antonio Salomone doit fuir la nuit pour se réfugier à Naples puis à Rome, accusé de ne pas avoir chanté le Te Deum pour les victoires de Garibaldi. Il est acquitté lors de son procès parce que certains témoins jurent que le prélat était malade dans son lit.
Le 4 mars 1877, le Saint-Siège élit l'archevêque Valerio Laspro, évêque de Lecce. Le gouvernement italien refuse l'exequatur, invoquant le droit de présentation qui avait été accordé à la Couronne de Naples. À ces revendications, le Saint-Siège objecte que le concordat avec les États avant l'unification est abrogé avec l'unification nationale. L'affaire civile se termine par la sentence du 13 mars 1879, favorable au Saint-Siège. Après deux ans, l'archevêque peut entrer dans le palais épiscopal.
En 1968, l'archevêque Demetrio Moscato fonde l'institut diocésain de culture théologique, qui est transformé en institut supérieur de sciences religieuses par décret de la congrégation pour l'éducation catholique le 15 juillet 1986. Le 4 août 1973, l'archevêque Gaetano Pollio est également nommé évêque de Campagna, unissant ainsi les deux sièges in persona episcopi. En 1979, l'archidiocèse cède les paroisses de Casali et de Materdomini au diocèse de Nocera Inferiore. La même année, la province ecclésiastique de Salerne est révisée et élargie.

### Diocèse de Campagna
Le diocèse est érigé le 19 juin 1525 par le pape Clément VII par la bulle Pro excellenti praeeminentia, grâce à la participation du comte palatin Melchiorre Guerriero (it),
gardien de la chancellerie apostolique et abréviateur (it) pontificale. Le nouveau diocèse, qui ne comprenait que la ville de Campagna, est uni aeque principaliter avec le diocèse de Satriano (it). Tandis que Satriano reste suffragant de l'archidiocèse de Conza archidiocèse de Conza, Campagna reste soumis à la province ecclésiastique de l'archidiocèse de Salerne. Le premier évêque des diocèses unis est le dominicain Cherubino Caietano, ancien évêque de Satriano.
Dès le début, les évêques établissent leur résidence permanente en Campagna, ce qui suscite rapidement le mécontentement du clergé et des habitants de Satriano, soulignant les difficultés rencontrées dans l’union de deux diocèses, dont les territoires ne sont pas contigus mais très éloignés les uns des autres. C’est l’évêque Juan Caramuel y Lobkowitz (1657-1673), le plus connu des évêques de Campagna, qui déménage la résidence de l’évêque dans le village de Sant'Angelo Le Fratte, où il fait ériger un palais épiscopal et élève au rang de cathédrale l'église de Santa Maria ad Nives.
Dans les rapports présentés à Rome à l'occasion des visites ad limina, toutes les difficultés rencontrées par les évêques dans la gestion de ces deux diocèses sont notés : problèmes environnementaux (montagnes, insalubrité de l'air), problèmes sociaux (crimes, viols, coutumes "barbares" et ancestrale), institutionnelle (différends et conflits avec le clergé, avec les universités, avec les barons).
C'est Mgr Francesco Saverio Fontana (1714-1736) qui construit le séminaire diocésain et agrandit les palais épiscopales de Campagna et de Satriano. Les deux diocèses comprenaient divers couvents et monastères, y compris ceux des dominicains, des augustins, des franciscains, des capucins et des bénédictins ainsi que de nombreuses confréries.
Le 27 juin 1818, à la suite du concordat entre Pie VII et Ferdinand Ier, et par la bulle  De utiliori, le même pape supprime le diocèse de Satriano et unit son territoire à celui du diocèse de Campagna, qui est donné en administration perpétuelle aux archevêques de Conza. À partir de ce moment, le diocèse englobe les territoires de Campagna, Caggiano, Sant'Angelo Le Fratte, Satriano di Lucania et Savoia di Lucania.
Le 30 septembre 1921, la bulle Ad christifidelium du pape Benoît XV met fin au régime d'administration perpétuelle et nomme Carmine Cesarano, comme nouvel évêque ; dans le même temps, le diocèse est immédiatement soumis au Saint-Siège. Par la même bulle, le territoire diocésain est également revu et considérablement élargi grâce à l’acquisition de 13 municipalités précédemment rattachées à l’archidiocèse de Conza.
Le 31 mars 1973, des modifications territoriales conduisent à la cession des municipalités de Sant'Angelo Le Fratte, de Vietri di Potenza, à Satriano di Lucania et de Savoia di Lucania à l'archidiocèse de Potenza , ainsi qu'à l'acquisition des paroisses de Ricigliano et Romagnano al Monte du diocèse de Muro Lucano. Le 4 août 1973, l'archevêque de Salerno, Gaetano Pollio, déjà administrateur apostolique du diocèse depuis 1971, est également nommé évêque de Campagna, unissant ainsi les deux sièges in persona episcopi.

### Diocèse d'Acerno
Selon une ancienne tradition, la diffusion du christianisme à Acerno serait liée au passage de saint Pierre vers son voyage à Rome. Ce qui est indirectement confirmé par la découverte à Castellammare di Stabia de fibules représentant Pierre et Paul et de la présence d'une ancienne église dédiée à Pierre à Acerno, dont parle l'évêque Antonio Agelli dans son rapport à l'occasion de sa visite ad limina de 1595. Ces seuls témoignages ne sont pas des preuves sûres de l'existence du diocèse dès le Ier siècle. Le diocèse, suffragant de l'archidiocèse de Salerne, est attesté pour la première fois au XIe siècle, dans le cadre de la réorganisation des églises du sud de l'Italie après l'avènement des Normands. Le premier évêque dont on connaisse l'existence est Mirando, dont la date de décès est relatée avec une certaine incertitude dans le Liber Confratrum Ecclesiae S. Matthei Salernitanae. Il est suivi par Guiso, noté à deux reprises dans le Tabulario Cavense. Le troisième évêque d’Acerno est Pisano, le premier de la série de Ferdinando Ughelli dans son Italia sacra, documentée en 1136. On peut citer également Pierre Ier, qui participe en 1179 au troisième concile du Latran, convoqué par le pape Alexandre III.
Parmi les évêques d'Acerno, beaucoup sont religieux et particulièrement franciscains. La présence franciscaine sur le territoire laisse une marque importante dans la figure du frère Jean de Montecorvino, partis pour les missions en Extrême-Orient dans la première moitié du XIVe siècle et qui devient le premier évêque de Cambaluc, le Pékin actuel.
Parmi les évêques les plus importants du diocèse d’Acerno, on peut citer Paraclito Malvezzi (1460-1487), docteur en théologie et professeur de philosophie à l’université de Bologne ; Antonio Agelli (1593-1604), grand connaisseur du grec ancien, Hébreu biblique et judéo-araméen ce qui en fait un érudit de la Bible ; Giovanni Serrano (1613-1637), auteur d'un ouvrage en cinq tomes sur l'Immaculée Conception ; Domenico Antonio Menafra (1718-1738) qui se distingue notamment par la promotion des œuvres sociales en faveur des pauvres comme les monts frumentaires (it).
Avec le congrès de Vienne, une nouvelle structure s’impose dans les relations entre les différents États et le Saint-Siège ; dans le concordat de 1818 avec le royaume des Deux-Siciles, de nombreuses circonscriptions ecclésiastiques du royaume sont passées en revue. Le 27 juin 1818, selon la bulle De utiliori du pape Pie VII, le diocèse d'Acerno n'est pas supprimé, mais administré à perpétuité par les archevêques de Salerne, qui prennent dès lors le titre d'archevêques de Salerne et administrateurs perpétuels d'Acerno.

### Archidiocèse de Salerne-Campagna-Acerno
Le 30 septembre 1986, en vertu du décret Instantibus votis de la congrégation pour les évêques, les trois sièges de Salerne, de Campagna, et d'Acerno sont pleinement unis et la circonscription ecclésiastique prend le nom d'archidiocèse de Salerno-Campagna-Acerno.
La configuration territoriale actuelle résulte des modifications apportées en 1988, par l'annexion de municipalité de Salerne appartenant à l'archidiocèse d'Amalfi-Cava de 'Tirreni et en 1998 par la cession de dix paroisses au diocèse d'Avellino.
Le 4 septembre 1999, le séminaire métropolitain est inauguré par le pape Jean-Paul II dans le but de former les aspirants au sacerdoce des diocèses de la province ecclésiastique de Salerne. L'ancien séminaire archiépiscopal ayant été utilisé par l'archevêque Guerino Grimaldi pour abriter le musée "San Matteo", les archives et la bibliothèque.

## Sources
- (en) Catholic-Hierarchy

- (it)/(it) Cet article est partiellement ou en totalité issu des articles intitulés en italien « Arcidiocesi di Salerno-Campagna-Acerno » (voir la liste des auteurs),  « Diocesi di Campagna » (voir la liste des auteurs) et en italien « Diocesi di Acerno » (voir la liste des auteurs).